# A nők kedvence
A nők kedvence (eredeti cím: The Ladies Man) 1961-ben bemutatott amerikai filmvígjáték, Jerry Lewis rendezésében és főszereplésével.
A filmet 1961. június 28-án mutatta be a Paramount Pictures.
Egy félénk, nemrég szinglivé vált, diplomás fiatalember elszegődik mindenesnek egy panzióba, ahol tucatnyi fiatal nő lakik.

## Cselekmény
Herbert egy fiatalember, akit a diplomája megszerzésének napján elhagy a barátnője. Ezért elhatározza, hogy lemond a romantikáról, és soha többé nem akar szerelmes lenni, mindenképpen távol tartja magát a nőktől. 
Álláskeresés alapján ironikus módon egy előkelő, csak nőknek fenntartott panzióban kap munkát ezermesterként, ahol csupa fiatal, csinos nő lakik. Legtöbbjük gyönyörű és egyedülálló, ami állandó rettegést okoz Herbertnek, aki nem akar új szerelmi kapcsolatba bonyolódni.
A panziót Helen Wellenmellen vezeti, aki már nem annyira fiatal. Bár a lányok többsége csak a személyzethez tartozónak tekinti, és csak azért próbálnak hízelegni Herbertnek, hogy kihasználják, Fay, az egyik lány segít neki legyőzni a nőkkel szembeni atavisztikus félelmét.

## Szereplők
- Jerry Lewis – Herbert H. Heebert/Marna Heebert
- Helen Traubel – Helen N. Wellenmellon
- Pat Stanley – Fay
- Kathleen Freeman – Katie
- George Raft – Önmaga
- Harry James – Harry
- Marty Ingels – Önmaga
- Buddy Lester – Willard C. Gainsborough
- Gloria Jean – Gloria
- Hope Holiday – Miss Aggódó
- Mary LaRoche – Miss Társaság
- Ann McCrea – Miss Szexi
- Beverly Wills – Miss Hipochonder

## Fordítás
- Ez a szócikk részben vagy egészben  a   The Ladies Man című angol Wikipédia-szócikk fordításán alapul.  Az eredeti cikk szerkesztőit annak laptörténete sorolja fel. Ez a jelzés csupán a megfogalmazás eredetét és a szerzői jogokat jelzi, nem szolgál a cikkben szereplő információk forrásmegjelöléseként.